# Ilona llega con la lluvia
Ilona llega con la lluvia es una película dramática coproducida entre Colombia, Italia y España, estrenada en 1996 y dirigida por Sergio Cabrera. Basada en la novela homónima de Álvaro Mutis, está protagonizada por Margarita Rosa de Francisco, Imanol Arias, Pastora Vega, Davide Riondino, Humberto Dorado, Antonino Iuorio, José Luis Borau y Fausto Cabrera. Fue nominada al León de Oro en el Festival de Cine de Venecia y a la Espiga de Oro en el Festival de Cine de Valladolid en 1996.

## Sinopsis
La película narra la historia de amor entre Ilona, una hermosa mujer liberal con Maqroll el Gaviero, un personaje familiar en todas las obras de Álvaro Mutis, y Abdul Bashur, un ciudadano libanés dedicado a recorrer el mundo.

## Reparto
- Margarita Rosa de Francisco
- Imanol Arias
- Pastora Vega
- Davide Riondino
- Humberto Dorado
- Antonino Iuorio
- José Luis Borau
- Erika Schütz
- Lianna Grethel
- Fausto Cabrera